# Rineloricaria
Rineloricaria är ett släkte av fiskar. Rineloricaria ingår i familjen Loricariidae.

## Dottertaxa tillRineloricaria, i alfabetisk ordning[1]
- Rineloricaria aequalicuspis
- Rineloricaria altipinnis
- Rineloricaria anhaguapitan
- Rineloricaria anitae
- Rineloricaria aurata
- Rineloricaria baliola
- Rineloricaria beni
- Rineloricaria cacerensis
- Rineloricaria cadeae
- Rineloricaria capitonia
- Rineloricaria caracasensis
- Rineloricaria castroi
- Rineloricaria catamarcensis
- Rineloricaria cubataonis
- Rineloricaria daraha
- Rineloricaria eigenmanni
- Rineloricaria fallax
- Rineloricaria felipponei
- Rineloricaria formosa
- Rineloricaria hasemani
- Rineloricaria henselii
- Rineloricaria heteroptera
- Rineloricaria hoehnei
- Rineloricaria isaaci
- Rineloricaria jaraguensis
- Rineloricaria jubata
- Rineloricaria konopickyi
- Rineloricaria kronei
- Rineloricaria lanceolata
- Rineloricaria langei
- Rineloricaria latirostris
- Rineloricaria lima
- Rineloricaria longicauda
- Rineloricaria maacki
- Rineloricaria magdalenae
- Rineloricaria malabarbai
- Rineloricaria maquinensis
- Rineloricaria melini
- Rineloricaria microlepidogaster
- Rineloricaria microlepidota
- Rineloricaria misionera
- Rineloricaria morrowi
- Rineloricaria nigricauda
- Rineloricaria osvaldoi
- Rineloricaria pareiacantha
- Rineloricaria parva
- Rineloricaria pentamaculata
- Rineloricaria phoxocephala
- Rineloricaria platyura
- Rineloricaria quadrensis
- Rineloricaria reisi
- Rineloricaria rupestris
- Rineloricaria sanga
- Rineloricaria setepovos
- Rineloricaria sneiderni
- Rineloricaria steindachneri
- Rineloricaria stellata
- Rineloricaria stewarti
- Rineloricaria strigilata
- Rineloricaria teffeana
- Rineloricaria thrissoceps
- Rineloricaria tropeira
- Rineloricaria uracantha
- Rineloricaria wolfei
- Rineloricaria zaina